# Zaborsko (jezioro w gminie Stare Czarnowo)
Zaborsko – jezioro na Równinie Pyrzyckiej, położone województwie zachodniopomorskim, w powiecie gryfińskim, w gminie Stare Czarnowo, na południe od wsi Kołbacz.
Jezioro Zaborsko jest jedną z pozostałości dawnego wielkiego akwenu tzw. Zastoiska Pyrzyckiego zwanego Pramiedwiem. W drugiej połowie XVIII wieku cesarz Fryderyk Wielki nakazał przeprowadzenie meliorację okolic Pramiedwia. Efektem prac Davida Gilly’ego było zmniejszenie się akwenu o 575 ha i obniżenie poziom lustra wody o 2,5 m, w wyniku czego powstały nowe jeziora, m.in. Zaborsko.
Wody jeziora są w znacznym stopniu zanieczyszczone przez ścieki odprowadzane z Zootechnicznego Zakładu Doświadczalnego, położonego w południowej części Kołbacza. Stwierdzono zjawisko eutrofizacji.
Na wschód od brzegu jeziora znajdują się pozostałości grodziska średniowiecznego istniejącego pomiędzy X a XIII wiekiem.